# Середина неба
Medium Coeli, Mc, Середина Неба в астрологии - точка пересечения эклиптики с небесным меридианом с южной стороны. Это точка верхней кульминации, в которой Солнце находится в полдень по местному солнечному (но не поясному) времени. Противостоящей ей точкой нижней кульминации является Ic.
В большинстве систем домов гороскопа Mc является куспидом X Дома. Данная точка определяет жизненные цели и задачи человека, карьеру, которую человек может сделать.